# Gilbertidia
Gilbertidia is een geslacht van straalvinnige vissen uit de familie van de psychrolutiden (Psychrolutidae).

## Soorten
- Gilbertidia dolganovi Mandrytsa, 1993
- Gilbertidia pustulosa Schmidt, 1937